# Sloterparkwijk

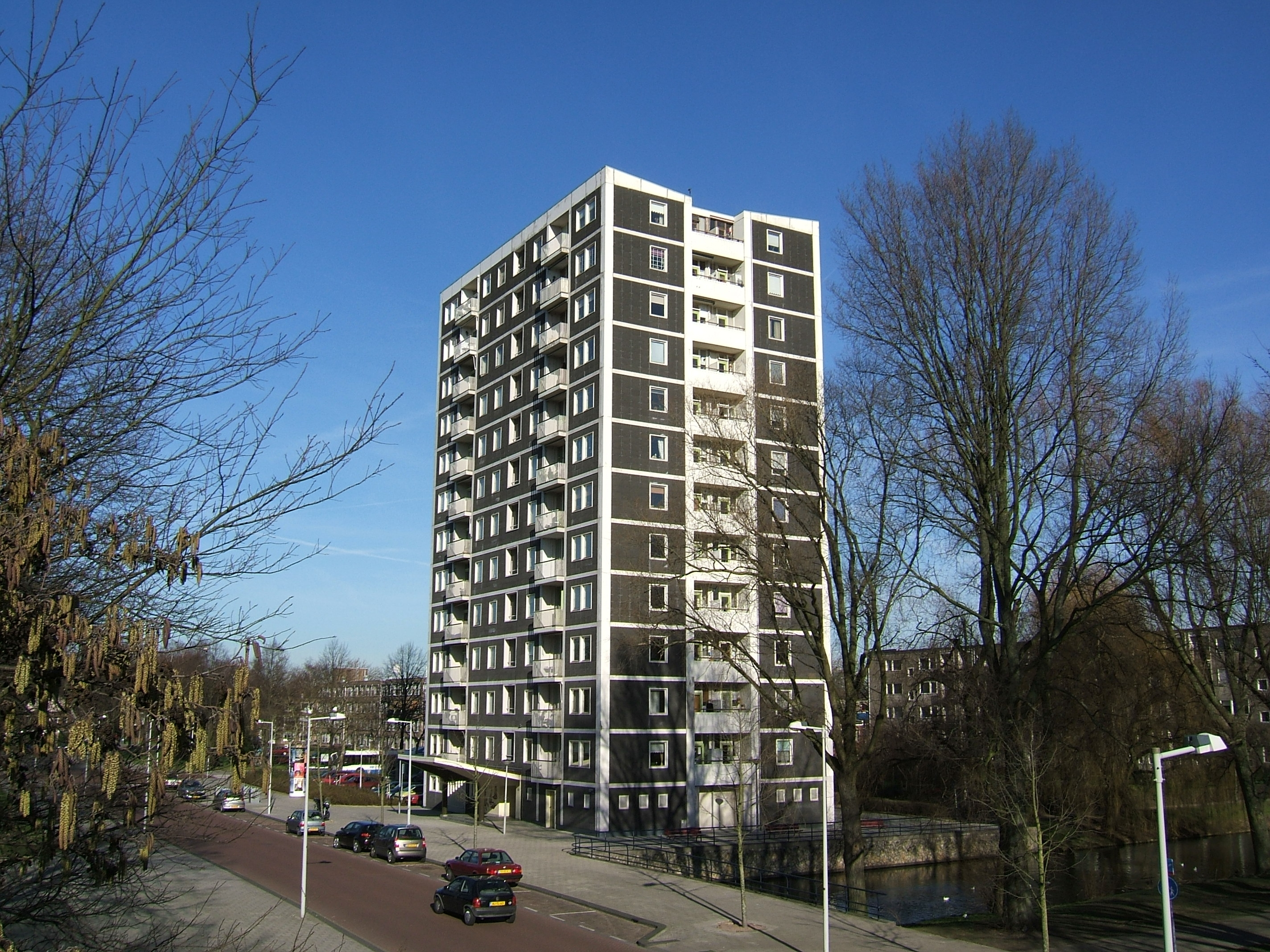
De Toren van de Sloterhof, hoek Comeniusstraat en Hemsterhuisstraat.

De Sloterparkwijk is een buurt in Stadsdeel Amsterdam Nieuw-West (tot 2010 Stadsdeel Slotervaart). De buurt is genoemd naar het nabijgelegen Sloterpark en wordt begrensd door dit park, de Jan Evertsenstraat, de Ringspoordijk, de Cornelis Lelylaan en het Christoffel Plantijnpad.
Binnen de Sloterparkwijk liggen de wijken Slotervaart-Noord (gebouwd in de jaren vijftig) en Oostoever Sloterplas (gebouwd in de jaren negentig). De belangrijkste straat is de Johan Huizingalaan, die de buurt van noord naar zuid doorsnijdt. Het Sloterhof, langs de Comeniusstraat is het meest opvallende bouwwerk van de buurt.